# Tước hiệu quý tộc châu Âu
Hệ thống đẳng cấp quý tộc và hoàng gia châu Âu được cho là bắt đầu hình thành khoảng từ thời Hậu kỳ cổ đại đến thời Trung cổ, sau khi Đế chế Tây La Mã bước vào quá trình sụp đổ và tan rã thành nhiều vùng lãnh thổ có mức độ chủ quyền khác nhau. Theo dòng lịch sử, vị trí xếp hạng giữa các tước vị có thể thay đổi theo giai đoạn lịch sử và phạm vi lãnh thổ (ví dụ: tước vị Hoàng thân trong một số thời kỳ có thể xem như ngang với tước vị Đại công tước). Dưới đây cung cấp một phân loại đối chiếu giữa các tước vị quý tộc và hoàng gia châu Âu, nhằm so sánh tương đương cũng như những khác biệt giữa chúng.

## Quân chủ
Trong tiếng Việt, "quân chủ" là một từ Hán - Việt bắt nguồn từ chữ Hán (君主) hàm ý chỉ nhà cai trị tối cao trong vùng lãnh thổ trên thực tế, bao gồm cả thẩm quyền cai trị độc tài và quyền tài phán chủ quyền lãnh thổ đó. "Vua", một từ thuần Việt khác được sử dụng phổ biến, cũng mang ý nghĩa tương tự. Tuy nhiên, "vua" được giới hạn cụ thể hơn đối với các tước vị như Hoàng đế hay Quốc vương trên thực tế mà không bao gồm hàm ý ở các lãnh chúa cai trị mang tước vị thấp hơn.
Trong tiếng Anh, từ monarch có nguồn gốc từ tiếng Hy Lạp μονάρχης (monárkhēs, "nhà cai trị độc tôn"). Một từ khác cũng được xem là gần tương đương là sovereign có nguồn gốc từ tiếng Latin superānus, có nghĩa là "bậc thượng tôn", "cao quý".
Dưới đây liệt kê một số tước vị quân chủ thượng tôn tương đương Hoàng đế hoặc Quốc vương ở Đông Á. Hầu hết là những tước vị cai trị thực tế và có chủ quyền, dù trong một số thời điểm lịch sử, tước vị tự xưng không bao gồm chủ quyền trên lãnh thổ tuyên bố. Như trường hợp Đức hoàng giữ tước vị Hoàng đế của Đế quốc Đức, kiêm Quốc vương Phổ, tuy nhiên vẫn tồn tại các vương quốc chủ quyền với các quốc vương độc lập liên minh trong đế quốc như Vương quốc Württemberg hoặc Vương quốc Bayern.
| Tước vị (nam / nữ)                                                    | Ngôn ngữ                                                                                               | Lãnh thổ sử dụng                                                                                             | Ghi chú |
| --------------------------------------------------------------------- | --- | --- | --- |
| Hoàng đế / Nữ hoàng                                                   | (la) Imperator / Imperatrix (de) Kaiser / Kaiserin                                                     | Đế quốc La Mã Thần thánh                                                                                     | |
| Hoàng đế / Nữ hoàng                                                   | (ru) Император / Императрица (ru) Царь / Царица                                                        | Đế quốc Nga                                                                                                  | Tước hiệu Император chính thức dùng cho các Nga hoàng từ thời Pyotr Đại đế trở đi, song song với tước hiệu Царь.                                                                |
| Hoàng đế / Nữ hoàng                                                   | (fr) Empereur / Impératrice                                                                            | Đế quốc Pháp                                                                                                 | Tước hiệu của Hoàng đế Pháp nhà Bonaparte |
| Hoàng đế / Nữ hoàng                                                   | (de) Kaiser / Kaiserin                                                                                 | Đế quốc Áo Đế quốc Đức                                                                                       | |
| Hoàng đế / Nữ hoàng                                                   | (bg) Цар / Царица                                                                                      | Đế quốc Bulgaria                                                                                             | |
| Quốc vương / Nữ vương                                                 | (en) King / Queen                                                                                      | Đế quốc Anh                                                                                                  | |
| Quốc vương / Nữ vương                                                 | (de) König / Königin                                                                                   | Vương quốc Đức Vương quốc Bohemia Vương quốc Phổ Vương quốc Württemberg Vương quốc Bayern Vương quốc Sachsen | |
| Quốc vương / Nữ vương                                                 | (it) Rex / Regina                                                                                      | Vương quốc Ý                                                                                                 | |
| Quốc vương / Nữ vương                                                 | (fr) Roi / Reine                                                                                       | Vương quốc Frank Vương quốc Pháp Vương quốc Navarra                                                          | |
| Quốc vương / Nữ vương                                                 | (es) Rey / Reina                                                                                       | Vương quốc Tây Ban Nha                                                                                       | |
| Quốc vương / Nữ vương                                                 | (pt) Rei / Rainha                                                                                      | Vương quốc Bồ Đào Nha                                                                                        | |
| Quốc vương / Nữ vương                                                 | (sv) Kung (hoặc Konung) / Drottning                                                                    | Vương quốc Thụy Điển                                                                                         | |
| Quốc vương / Nữ vương                                                 | (hu) Király / Királynő                                                                                 | Vương quốc Hungary                                                                                           | |
| Quốc vương / Nữ vương                                                 | (pl) Król / Królowa                                                                                    | Vương quốc Ba Lan                                                                                            | |
| Đại công tước / Nữ Đại công tước                                      | (de) Erzherzog / Erzherzogin                                                                           | Đại công quốc Áo                                                                                             | Tước vị cao nhất dưới các tước vị hoàng đế và quốc vương trong Đế quốc La Mã Thần thánh.                                                                                        |
| Đại công tước / Nữ Đại công tước                                      | (de) Groussherzog / Groussherzogin                                                                     | Đại công quốc Hessen Đại công quốc Oldenburg Đại công quốc Baden                                             | |
| Đại công tước / Nữ Đại công tước                                      | (it) Granduca / Granduchessa                                                                           | Đại công quốc Toscana                                                                                        | |
| Đại công tước / Nữ Đại công tước                                      | (lb) Groussherzog / Groussherzogin (fr) Grand-Duc / Grande-Duchesse (de) Groussherzog / Groussherzogin | Đại công quốc Luxembourg                                                                                     | |
| Đại thân vương / Nữ Đại thân vương Đại vương công / Nữ Đại vương công | (ru) Великий Князь / Великая Княгиня                                                                   | Đại công quốc Rus Đại công quốc Moskva Đại công quốc Vladimir                                                | Danh hiệu "Đại vương công" dùng chuyển ngữ cho tước hiệu nhà cai trị thực quyền, còn danh hiệu "Đại thân vương" dùng chuyển ngữ cho tước hiệu danh nghĩa, dù chúng cùng từ gốc. |
| Đại thân vương / Nữ Đại thân vương Đại vương công / Nữ Đại vương công | (de) Großfürst / Großfürstin                                                                           | Đại công quốc Siebenbürgen                                                                                   | |
| Đại thân vương / Nữ Đại thân vương Đại vương công / Nữ Đại vương công | (lt) Didysis kunigaikštis / Didžioji kunigaikštytė                                                     | Đại công quốc Litva                                                                                          | |
| Đại thân vương / Nữ Đại thân vương Đại vương công / Nữ Đại vương công | (fi) Suurherttua / Suurherttuatar (fi) Suuriruhtinas / Suuriruhtinatar                                 | Đại công quốc Phần Lan                                                                                       | |

### Vương công
Một số trường hợp tước vị bậc thấp hơn (như Hoàng thân hoặc Đại công tước) nhưng có bao gồm quyền cai trị trên lãnh thổ có chủ quyền, cũng được xếp trong đề mục này.
| Tước vị (nam / nữ)                             | Bản ngữ                                             | Lãnh thổ sử dụng                                                             | Ghi chú |
| ---------------------------------------------- | --------------------------------------------------- | ---------------------------------------------------------------------------- | ------- |
| Công tước / Nữ công tước                       | (en) Duke / Duchess                                 | Công quốc Cornwall Công quốc Lancaster                                       |         |
| Công tước / Nữ công tước                       | (fr) Duc / Duchesse                                 | Công quốc Bourgogne Công quốc Normandie Công quốc Orléans Công quốc Lorraine |         |
| Công tước / Nữ công tước                       | (de) Herzog / Herzogin                              | Công quốc Bayern Công quốc Bremen Công quốc Pommern Công quốc Sachsen        |         |
| Công tước / Nữ công tước                       | (it) Duca / Duchessa                                | Công quốc Milano Công quốc Parma Công quốc Firenze                           |         |
| Hoàng tử / Hoàng nữ Vương công / Nữ vương công | (en) Prince / Princess                              | Thân vương quốc Wales                                                        |         |
| Hoàng tử / Hoàng nữ Vương công / Nữ vương công | (fr) Prince / Princesse (it) Principe / Principessa | Thân vương quốc Monaco                                                       |         |
| Hoàng tử / Hoàng nữ Vương công / Nữ vương công | (fr) Prince / Princesse                             | Thân vương quốc Andorra                                                      |         |
| Hoàng tử / Hoàng nữ Vương công / Nữ vương công | (de) Fürst / Fürstin                                | Thân vương quốc Liechtenstein                                                |         |
| Hoàng tử / Hoàng nữ Vương công / Nữ vương công | (ru) Князь / Княгиня                                | Thân vương quốc Tver Thân vương quốc Kholm Thân vương quốc Novgorod          |         |

Dưới đây là danh sách các tước hiệu quý tộc Âu châu theo thứ tự từ cao đến thấp:
| Tiếng Anh                                             | Tiếng Đức                                            | Tiếng Nga                                                                        | Tiếng Pháp                 | Tiếng Latin                            | Tiếng Việt                                                       |
| ----------------------------------------------------- | ---------------------------------------------------- | -------------------------------------------------------------------------------- | -------------------------- | -------------------------------------- | ---------------------------------------------------------------- |
| Emperor, Empress                                      | Kaiser, Kaiserin                                     | Император (Imperator), Императрица (Imperatritsa) Царь (Tsar), Царица (Tsaritsa) | Empereur, Imperatrice      | Imperator Augustus, Imperatrix Augusta | Hoàng đế/Hoàng tế Nữ hoàng/Hoàng hậu                             |
| King, Queen                                           | König, Königin                                       | Король (Korol), Королева (Koroleva)                                              | Roi, Reine                 | Rex, Regina                            | Quốc vương/Vương tế Nữ vương/Vương hậu                           |
| Viceroy, Vicereine                                    | Vizekönig, Vizekönigin                               | Bице-Kороль/(Vitse-Koroléva), вице Королева(Vitse- Koroleva)                     | Viceroi, Vicereine         | Prorex, Proregina                      | Phó vương, Phó nữ vương                                          |
| Archduke, Archduchess                                 | Erzherzog, Erzherzogin                               | Эрцгерцог (Ertsgertsog), Эрцгерцогиня (Ertsgertsoginya)                          | Archiduc, Archiduchesse    | Archidux, Archiducissa                 | Đại công tước/Nữ đại công tước                                   |
| Grand Duke/Grand Prince, Grand Duchess/Grand Princess | Großherzog/Großfürst, (Groß-)Herzogin/(Groß-)Fürstin | Великий Герцог (Velikiy Gertsog), Великая Герцогиня (Velikaya Gertsoginya)       | Grand Duc, Grande Duchesse | Magnus Dux, Magna Ducissa              | Đại công tước/Đại thân vương, Nữ đại công tước/Nữ đại thân vương |
| Prince, Princess                                      | Fürst, Fürstin                                       | Князь (Knyaz), Княгиня (Kniaginya)                                               | Prince, Princesse          | Princeps                               | Thân vương, Nữ Thân vương                                        |
| Duke, Duchess                                         | Herzog, Herzogin                                     | Герцог (Gertsog), Герцогиня (Gertsoginya)                                        | Duc, Duchesse              | Dux Ducissa                            | Công tước / Nữ công tước                                         |
| Marquess, Marchioness                                 | Markgraf, Markgräfin                                 | Маркиз (Markiz), Маркиза (Markiza)                                               | Marquis, Marquise          | Marchio                                | Hầu tước / Nữ hầu tước                                           |
| Earl/Count, Countess                                  | Graf, Gräfin                                         | Граф (Graf), Графиня (Grafinya)                                                  | Comte, Comtesse            | Comes, Comitissa                       | Bá tước / Nữ bá tước                                             |
| Viscount, Viscountess                                 | Vizegraf, Vizegräfin                                 | Виконт (Vikont), Виконтесса (Vikontessa)                                         | Vicomte, Vicomtesse        | Vice comes, Vice comitissa             | Tử tước / Nữ tử tước                                             |
| Baron, Baroness                                       | Freiherr, Freifrau                                   | Барон (Baron), Баронесса (Baronessa)                                             | Baron, Baronne             | Baro                                   | Nam tước / Nữ nam tước                                           |

## Đại công tước
- Áo: Tất cả các vương tử của dòng dõi Habsburg và Habsburg-Lothringen đều có tước hiệu là Đại công tước Áo (tiếng Anh: Archduke, tiếng Đức: Erzherzog).
- Nga: Trước kia các nhà cai trị lãnh địa Nga chỉ có quyền lực hạn chế như các lãnh chúa địa phương, thường được chuyển ngữ tước hiệu là Vương công (Князь), một số lãnh chúa có quyền lực ảnh hưởng trên các lãnh chúa khác được gọi là Đại vương công (Великий князь - Velikiy Knyaz, tiếng Anh: Grand Duke hoặc Great Prince, tiếng Đức: Großfürst). Năm 1547 Đại vương công Moskva là Ivan Hung đế (Иван Грозный, Ivan IV) xưng là "Sa hoàng" (Царь) để khẳng định vị trí đặc biệt hơn hẳn các đại vương công khác. Danh hiệu đó đặt Ivan IV ngang hàng với các vua chúa châu Âu, coi như ông là kế thừa các hoàng đế Đông La Mã ngày xưa. Các tước hiệu Великий князь và Князь dần dà chỉ còn danh nghĩa, dùng để chỉ những thành viên không nắm quyền cai trị trong Hoàng gia Nga, từ đó được chuyển ngữ lại thành Đại công tước (Великий князь) và Công tước (Князь - Knyaz, tiếng Anh: Prince, tiếng Đức: Fürst). Từ khi triều đình Aleksandr III (1881-1894) cải cách lại thì chỉ những người trực hệ của Nga hoàng mới được phép dùng tước hiệu là Đại công tước, những người hoàng thân khác chỉ được phép có tước hiệu là Công tước
- Luxembourg: Hiện nay tước hiệu quân chủ Đại công quốc Luxembourg là Đại công tước Luxembourg.

## Công tước
- Đức: Công tước là một trong những tước hiệu cao nhất trong hệ thống quý tộc ở Đức. Trong thời kỳ của đế quốc La Mã Thần thánh, Công tước là những người trị vì lãnh thổ sau các vua và hoàng đế. Trong thời Hậu trung cổ các Herzog (công tước), Landgraf, Markgraf và Pfalzgraf (hầu tước) đều thuộc về giai cấp vương công cầm quyền (Fürst). Tuyển hầu tước (tiếng Anh: Elector, tiếng Đức: Kurfürst) là những người trong đẳng cấp này được tuyển lựa ra để bầu hoàng đế La Mã Thần thánh.

## Tử tước
- Anh: hệ thống quý tộc của Anh không có tước hiệu Count; tương đương của tước hiệu này được gọi là Earl. Nếu được phong tước thì con của Count sẽ được gọi là tử tước Viscount.(Là danh hiệu thấp nhất trong tước vị quý tộc dòng chính thống.)
- Ngoài ra còn có các tước vị đặc cách như: Đại công tước(con cháu hoàng tộc) cao nhất; Thánh tước và công tước cùng bậc địa vị; Hầu tước, Phiên hầu tước, Hậu tước cùng bậc địa vị, ngoài ra còn có Bạch tước....